# Glendow Sike
Der Glendow Sike ist ein Wasserlauf in Dumfries and Galloway, Schottland. Er entsteht aus zwei unbenannten Zuflüssen westlich der Tamond Heights und fließt in nordwestlicher Richtung auf der Südseite des Butter Hill bis zu seiner Mündung in den Carewoodrig Burn.